# Lasippa illigerella
Lasippa illigerella är en fjärilsart som beskrevs av Otto Staudinger 1889. Lasippa illigerella ingår i släktet Lasippa och familjen praktfjärilar. Inga underarter finns listade i Catalogue of Life.